# Bathytoma prodicia
Bathytoma prodicia là một loài ốc biển, là động vật thân mềm chân bụng sống ở biển trong họ Borsoniidae.